# 정광수 (1953년)
정광수(鄭光秀, 1953년 12월 3일 ~ 2021년 3월 16일)는 대한민국의 제28대 산림청장을 지낸 공무원이었다. 본관은 동래이며, 강원도 춘천 출생이다.

## 학력
- 춘천고등학교  졸업
- 강원대학교 임학 학사
- 서울대학교 대학원 산림자원학 석사
- 서울대학교 대학원 산림자원학 박사

## 경력
- 1979 : 제15회 기술고시 합격
- 1991.06 ~ 1994.02 : 산림청 이용과장
- 1994.03 ~ 1997.02 : 주인도네시아 대사관 임무관
- 1997.03 ~ 1998.09 : 산림청 국제협력과장
- 1998.10 ~ 2000.03 : 산림청 임업연수원장
- 2000.04 ~ 2004.02 : 산림청 임업정책국장
- 산림청 산림정책국장
- 2005.01 ~ 2006.04 : 산림청 산림자원국장
- 2006.04 ~ 2008.03 : 국립산림과학원장
- 2008.03 ~ 2009.01 : 산림청 차장
- 2009.01 ~ 2011.02 : 산림청장
- 2011.12 ~ 2013.07 : 국립공원관리공단 이사장
- 2017.11 : 아시아녹화기구 상임대표
- 기후변화센터 이사

## 수상
- 1988년 : 우수공무원 국무총리 표창
- 2001년 : 홍조근정훈장

| 전임 이수화 | 제23대 산림청 차장 2008년 3월 31일 ~ 2009년 1월 23일 | 후임 이상길 |

| 전임 하영제 | 제28대 산림청장 2009년 1월 23일 ~ 2011년 2월 8일 | 후임 이돈구 |

| 전임 어청수 | 제12대 국립공원관리공단 이사장 2011년 12월 30일 ~ 2013년 7월 2일 | 후임 박보환 |